# Johann Heinrich Carstens
Johann Heinrich Carstens (* 25. März 1738 in Lübeck; † 21. Januar 1829 ebenda) war ein deutscher evangelisch-lutherischer Geistlicher und Senior des Geistlichen Ministeriums in Lübeck.

## Leben
Johann Heinrich Carstens stammte aus einer Lübecker Ratsherrn- und Pastorenfamilie. Er war ein Sohn des Hauptpastors am Lübecker Dom Meno Nicolaus Carstens (1701–1757) und Enkel des Hauptpastors an St. Aegidien Joachim Hinrich Carstens (1666–1733). Der Jurist Christian Nicolaus Carstens war sein älterer Bruder.
Er studierte Evangelische Theologie an der Universität Jena. 1760 war er Respondent einer Daniel Joachim Köppen zu dessen Abgang aus Jena gewidmeten Disputation unter dem Vorsitz von Balthasar Münter. Nach Abschluss seines Studiums wurde er am 20. August 1767 zum Prediger am Lübecker Dom erwählt. Am 21. Juli 1785 wurde er Hauptpastor am Dom. Nach seiner Wahl zum Senior am 10. September 1795 wurde er bald darauf der Leitende Geistliche der Evangelisch-Lutherischen Kirche in Lübeck, da der Rat die Stelle des Superintendenten nach dem Tod von Johann Adolph Schinmeier am 2. Mai 1796 nicht wieder besetzte.
Er feierte sein fünfzigjähriges Amtsjubiläum am 20. August 1817, wozu ihm Heinrich Kunhardt eine Schrift Platons Phädon: mit besonderer Rücksicht auf die Unsterblichkeitslehre widmete. Am 18. Juli 1827 wurde er im Alter von 89 Jahren auf sein Ansuchen als Dompastor in den Ruhestand entlassen, blieb aber Senior. Sein Nachfolger als Hauptpastor wurde Johann Friedrich Petersen (der Ältere); Nachfolger als Senior wurde nach seinem Tod Hermann Friedrich Behn.

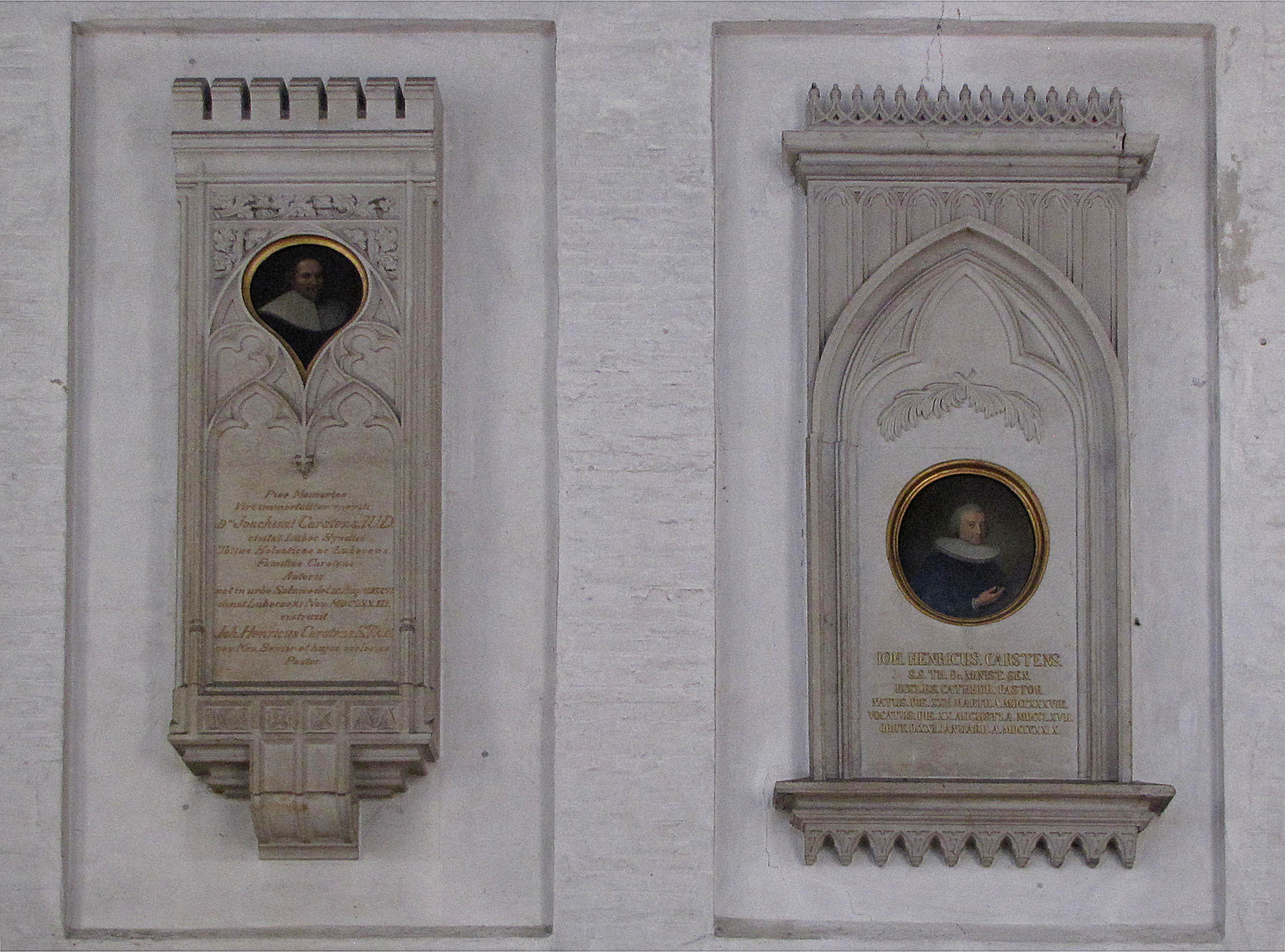
Epitaph im Lübecker Dom

Nach seinem Tod wurde ihm 1831 an der Stirnseite des südlichen Querschiffs ein Sandstein-Epitaph in früh-neugotischen Formen gesetzt, das ein von Friedrich Carl Gröger gemaltes Porträt umschließt. Aus Mitteln seines Nachlasses wurde um 1850 schließlich links daneben auch seinem Ur-Urgroßvater, dem Syndicus Joachim Carstens ein ähnliches Epitaph gesetzt.
Eine Nagelgeige aus seinem Nachlass befindet sich in der Sammlung des St.-Annen-Museums.

## Werke
- Specimen de usu caerimoniarum in ecclesia: quo … Dan. Joachimo Köppen … gratulatur collegium istud quod sub praesidio … Balthasaris Münteri … ad Romanas litteras et artem disput. incumbit interprete Joanne Henrico Carstens. Marggraf, Jena 1760, urn:nbn:de:bvb:12-bsb10955736-6
- Specimen theologicum de possibilitate amittendi fidem salvificam . Marggraf, Jena 1761, urn:nbn:de:bvb:12-bsb10972276-6